# 伊藤三郎 (競泳選手)
伊藤 三郎（いとう さぶろう、1915年7月18日 - 1978年1月19日）は、日本の競泳選手。現役時代の種目は平泳ぎで、明治大学在学中に1936年ベルリンオリンピック日本代表のひとりとなり、男子200m平泳ぎ決勝で2分47秒6のタイムを出し、5位に入賞した。

## 経歴
静岡県磐田郡豊浜村（後の磐田市の南東部）出身。中泉農学校（後の静岡県立磐田農業高等学校の前身）から、明治大学に進んだ。
1938年に明治大学を卒業し、昭和製鋼所に入社と報じられた。
1941年、陸軍少尉となっていた伊藤は、第23軍第38師団の一員として香港島の戦いに参加した。そして、12月22日、戦闘中に銃創を負ったと報道された。
明治大学水泳部監督、日本水泳連盟常務理事、埼玉県水泳連盟副会長を歴任。
1978年1月19日、膀胱がんのため死去。62歳没。